# Сан-Джакомо-делле-Сеньяте
Сан-Джакомо-делле-Сеньяте (італ. San Giacomo delle Segnate) — муніципалітет в Італії, у регіоні Ломбардія, провінція Мантуя.
Сан-Джакомо-делле-Сеньяте розташований на відстані близько 370 км на північ від Рима, 155 км на схід від Мілана, 29 км на південний схід від Мантуї.
Населення — 1680 осіб (2014).

## Демографія
Населення за роками:

Станом на 1 січня 2023 року в муніципалітеті офіційно проживало 196 іноземців з 20 країн, серед них 28 громадян країн Євросоюзу та 25 громадян України.

## Сусідні муніципалітети
- Конкордія-сулла-Секкія
- Куїстелло
- Сан-Джованні-дель-Доссо